# Nathan Collins
Nathan Michael Collins (Leixlip, 30 aprile 2001) è un calciatore irlandese, difensore del Brentford, di cui è capitano, e della nazionale irlandese.

## Biografia
Suo fratello Josh è anch'egli un calciatore.

## Carriera

### Club

#### Gli inizi: Stoke City
Collins ha iniziato la sua carriera con il club giovanile Cherry Orchard, dove suo padre David e lo zio Eamonn hanno entrambi iniziato la loro carriera. Si è unito alla squadra inglese dello Stoke City nel gennaio 2016 dopo essere stato raccomandato dallo scout Tony Bowen, fratello di assistente manager Mark Bowen. Collins ha fatto il suo debutto professionale il 9 aprile 2019 in trasferta a Swansea City. La sua prima partita da titolare è arrivata 10 giorni dopo, quando ha giocato tutti i 90 minuti della sconfitta per 1-0 dello Stoke contro il Middlesbrough al Riverside Stadium. Collins ha firmato un nuovo contratto quinquennale con lo Stoke nel luglio 2019.
Collins è partito titolare nelle prime partite della stagione 2019-20 e ha ricevuto la fascia di capitano da Nathan Jones contro il Leeds United, diventando il capitano più giovane di Stoke nel processo. È stato espulso per la prima volta nella sua carriera in una sconfitta nella League Cup contro il Crawley Town. Collins è rimasto ai margini della prima squadra per il resto della stagione sotto la gestione di Michael O'Neill, per un totale di 17 presenze nel 2019-20. Collins ha segnato l'unico gol della partita contro il Middlesbrough il 5 dicembre 2020. Collins ha giocato 27 volte nel 2020-21 prima di subire un infortunio al piede di fine stagione giocando contro il Norwich City il 13 febbraio 2021.

#### Burnley e Wolverhampton
Il 24 giugno 2021, Collins si è unito al Burnley per una cifra non divulgata, firmando un contratto quadriennale con il club. Esordisce il 2 ottobre nel pareggio interno contro il Norwich, mentre trova il primo gol nella vittoria casalinga contro l'Everton. Conclude la stagione con 19 presenze e 2 gol.
Il 12 luglio 2022 viene acquistato dal Wolverhampton.

#### Brentford
Dopo una sola stagione con i wolves, diviene un nuovo giocatore del Brentford per 30 milioni €, firmando un contratto valido per i prossimi 6 anni con opzione in favore del club per altre due stagioni, diventando anche l'acquisto più caro nella storia del club. Esordisce il 13 agosto contro il Tottenham.
Il 2 agosto 2025 viene nominato come nuovo capitano delle api.

### Nazionale
Ha giocato nelle nazionali giovanili irlandesi Under-17, Under-19 ed Under-21.
Il 12 ottobre 2021 esordisce in nazionale maggiore nel successo per 4-0 in amichevole contro il Qatar. Il 14 giugno 2022, alla sesta presenza, realizza la sua prima rete con l'Irlanda nella sfida pareggiata per 1-1 in Nations League contro l'Ucraina.

## Statistiche

### Presenze e reti nei club
Statistiche aggiornate al 1° luglio 2025.
| Stagione          | Squadra           | Campionato        | Campionato | Campionato | Coppe nazionali | Coppe nazionali | Coppe nazionali | Coppe continentali | Coppe continentali | Coppe continentali | Altre coppe | Altre coppe | Altre coppe | Totale | Totale |
| Stagione          | Squadra           | Comp              | Pres       | Reti       | Comp            | Pres            | Reti            | Comp               | Pres               | Reti               | Comp        | Pres        | Reti        | Pres   | Reti   |
| ----------------- | ----------------- | ----------------- | ---------- | ---------- | --------------- | --------------- | --------------- | ------------------ | ------------------ | ------------------ | ----------- | ----------- | ----------- | ------ | ------ |
| 2018-2019         | Stoke City        | FLC               | 3          | 0          | FACup+CdL       | 0+0             | 0               | -                  | -                  | -                  | -           | -           | -           | 3      | 0      |
| 2019-2020         | Stoke City        | FLC               | 14         | 0          | FACup+CdL       | 1+2             | 0               | -                  | -                  | -                  | -           | -           | -           | 17     | 0      |
| 2020-2021         | Stoke City        | FLC               | 22         | 2          | FACup+CdL       | 1+4             | 0               | -                  | -                  | -                  | -           | -           | -           | 27     | 2      |
| Totale Stoke City | Totale Stoke City | Totale Stoke City | 39         | 2          |                 | 5               | 0               |                    | -                  | -                  |             | -           | -           | 44     | 2      |
| 2021-2022         | Burnley           | PL                | 19         | 2          | FACup+CdL       | 0+3             | 0               | -                  | -                  | -                  | -           | -           | -           | 22     | 2      |
| 2022-2023         | Wolverhampton     | PL                | 26         | 0          | FACup+CdL       | 2+3             | 0               | -                  | -                  | -                  | -           | -           | -           | 31     | 0      |
| 2023-2024         | Brentford         | PL                | 32         | 1          | FACup+CdL       | 2+1             | 1+0             | -                  | -                  | -                  | -           | -           | -           | 35     | 2      |
| 2024-2025         | Brentford         | PL                | 38         | 2          | FACup+CdL       | 1+3             | 0               | -                  | -                  | -                  | -           | -           | -           | 42     | 2      |
| 2025-2026         | Brentford         | PL                | -          | -          | FACup+CdL       | -               | -               | -                  | -                  | -                  | -           | -           | -           | -      | -      |
| Totale Brentford  | Totale Brentford  | Totale Brentford  | 70         | 3          |                 | 7               | 1               |                    | -                  | -                  |             | -           | -           | 77     | 4      |
| Totale carriera   | Totale carriera   | Totale carriera   | 154        | 7          |                 | 23              | 1               |                    | -                  | -                  |             | -           | -           | 177    | 8      |

### Cronologia presenze e reti in nazionale
| Cronologia completa delle presenze e delle reti in nazionale ― Irlanda | Cronologia completa delle presenze e delle reti in nazionale ― Irlanda | Cronologia completa delle presenze e delle reti in nazionale ― Irlanda | Cronologia completa delle presenze e delle reti in nazionale ― Irlanda | Cronologia completa delle presenze e delle reti in nazionale ― Irlanda | Cronologia completa delle presenze e delle reti in nazionale ― Irlanda | Cronologia completa delle presenze e delle reti in nazionale ― Irlanda | Cronologia completa delle presenze e delle reti in nazionale ― Irlanda |
| Data                                                                   | Città                                                                  | In casa                                                                | Risultato                                                              | Ospiti                                                                 | Competizione                                                           | Reti                                                                   | Note                                                                   |
| ---------------------------------------------------------------------- | ---------------------------------------------------------------------- | ---------------------------------------------------------------------- | ---------------------------------------------------------------------- | ---------------------------------------------------------------------- | ---------------------------------------------------------------------- | ---------------------------------------------------------------------- | ---------------------------------------------------------------------- |
| 12-10-2021                                                             | Dublino                                                                | Irlanda                                                                | 4 – 0                                                                  | Qatar                                                                  | Amichevole                                                             | -                                                                      | 77’                                                                    |
| 29-3-2022                                                              | Dublino                                                                | Irlanda                                                                | 1 – 0                                                                  | Lituania                                                               | Amichevole                                                             | -                                                                      |                                                                        |
| 4-6-2022                                                               | Erevan                                                                 | Armenia                                                                | 1 – 0                                                                  | Irlanda                                                                | UEFA Nations League 2022-2023 - 1º turno                               | -                                                                      |                                                                        |
| 8-6-2022                                                               | Dublino                                                                | Irlanda                                                                | 0 – 1                                                                  | Ucraina                                                                | UEFA Nations League 2022-2023 - 1º turno                               | -                                                                      |                                                                        |
| 11-6-2022                                                              | Glasgow                                                                | Irlanda                                                                | 3 – 0                                                                  | Scozia                                                                 | UEFA Nations League 2022-2023 - 1º turno                               | -                                                                      |                                                                        |
| 14-6-2022                                                              | Łódź                                                                   | Ucraina                                                                | 1 – 1                                                                  | Irlanda                                                                | UEFA Nations League 2022-2023 - 1º turno                               | 1                                                                      |                                                                        |
| 24-9-2022                                                              | Glasgow                                                                | Scozia                                                                 | 2 – 1                                                                  | Irlanda                                                                | UEFA Nations League 2022-2023 - 1º turno                               | -                                                                      |                                                                        |
| 27-9-2022                                                              | Dublino                                                                | Irlanda                                                                | 3 – 2                                                                  | Armenia                                                                | UEFA Nations League 2022-2023 - 1º turno                               | -                                                                      |                                                                        |
| 17-11-2022                                                             | Dublino                                                                | Irlanda                                                                | 1 – 2                                                                  | Norvegia                                                               | Amichevole                                                             | -                                                                      |                                                                        |
| 20-11-2022                                                             | Ta' Qali                                                               | Malta                                                                  | 0 – 1                                                                  | Irlanda                                                                | Amichevole                                                             | -                                                                      | 48’                                                                    |
| 22-3-2023                                                              | Dublino                                                                | Irlanda                                                                | 3 – 2                                                                  | Lettonia                                                               | Amichevole                                                             | -                                                                      |                                                                        |
| 27-3-2023                                                              | Dublino                                                                | Irlanda                                                                | 0 – 1                                                                  | Francia                                                                | Qual. Euro 2024                                                        | -                                                                      |                                                                        |
| 16-6-2023                                                              | Atene                                                                  | Grecia                                                                 | 2 – 1                                                                  | Irlanda                                                                | Qual. Euro 2024                                                        | 1                                                                      |                                                                        |
| 19-6-2023                                                              | Dublino                                                                | Irlanda                                                                | 3 – 0                                                                  | Gibilterra                                                             | Qual. Euro 2024                                                        | -                                                                      | 46’                                                                    |
| 7-9-2023                                                               | Parigi                                                                 | Francia                                                                | 2 – 0                                                                  | Irlanda                                                                | Qual. Euro 2024                                                        | -                                                                      |                                                                        |
| 10-9-2023                                                              | Dublino                                                                | Irlanda                                                                | 1 – 2                                                                  | Paesi Bassi                                                            | Qual. Euro 2024                                                        | -                                                                      |                                                                        |
| 13-10-2023                                                             | Dublino                                                                | Irlanda                                                                | 0 – 2                                                                  | Grecia                                                                 | Qual. Euro 2024                                                        | -                                                                      | 46’                                                                    |
| 18-11-2023                                                             | Amsterdam                                                              | Paesi Bassi                                                            | 1 – 0                                                                  | Irlanda                                                                | Qual. Euro 2024                                                        | -                                                                      |                                                                        |
| 23-3-2024                                                              | Dublino                                                                | Irlanda                                                                | 0 – 0                                                                  | Belgio                                                                 | Amichevole                                                             | -                                                                      |                                                                        |
| 26-3-2024                                                              | Dublino                                                                | Irlanda                                                                | 0 – 1                                                                  | Svizzera                                                               | Amichevole                                                             | -                                                                      |                                                                        |
| 7-9-2024                                                               | Dublino                                                                | Irlanda                                                                | 0 – 2                                                                  | Inghilterra                                                            | UEFA Nations League 2024-2025 - 1º turno                               | -                                                                      |                                                                        |
| 10-9-2024                                                              | Dublino                                                                | Irlanda                                                                | 0 – 2                                                                  | Grecia                                                                 | UEFA Nations League 2024-2025 - 1º turno                               | -                                                                      | cap.                                                                   |
| 10-10-2024                                                             | Helsinki                                                               | Finlandia                                                              | 1 – 2                                                                  | Irlanda                                                                | UEFA Nations League 2024-2025 - 1º turno                               | -                                                                      | Cap.                                                                   |
| 13-10-2024                                                             | Atene                                                                  | Grecia                                                                 | 2 – 0                                                                  | Irlanda                                                                | UEFA Nations League 2024-2025 - 1º turno                               | -                                                                      | Cap.                                                                   |
| 14-11-2024                                                             | Dublino                                                                | Irlanda                                                                | 1 – 0                                                                  | Finlandia                                                              | UEFA Nations League 2024-2025 - 1º turno                               | -                                                                      | Cap.                                                                   |
| 17-11-2024                                                             | Londra                                                                 | Inghilterra                                                            | 5 – 0                                                                  | Irlanda                                                                | UEFA Nations League 2024-2025 - 1º turno                               | -                                                                      | Cap.                                                                   |
| 20-3-2025                                                              | Plovdiv                                                                | Bulgaria                                                               | 1 – 2                                                                  | Irlanda                                                                | UEFA Nations League 2024-2025 - Play-off                               | -                                                                      | Cap.                                                                   |
| 23-3-2025                                                              | Dublino                                                                | Irlanda                                                                | 2 – 1                                                                  | Bulgaria                                                               | UEFA Nations League 2024-2025 - Play-off                               | -                                                                      | Cap. 90+2’                                                             |
| 6-6-2025                                                               | Dublino                                                                | Irlanda                                                                | 1 – 1                                                                  | Senegal                                                                | Amichevole                                                             | -                                                                      | Cap.                                                                   |
| 10-6-2025                                                              | Lussemburgo                                                            | Lussemburgo                                                            | 0 – 0                                                                  | Irlanda                                                                | Amichevole                                                             | -                                                                      | Cap.                                                                   |
| Totale                                                                 |                                                                        | Presenze                                                               | 30                                                                     |                                                                        | Reti                                                                   | 2                                                                      |                                                                        |